# SLC9A11
SLC9A11‏ (Solute carrier family 9 member C2 (putative)) هوَ بروتين يُشَفر بواسطة جين SLC9A11 في الإنسان.